# Der Krieger und die Kaiserin
Der Krieger und die Kaiserin ist ein deutsches Filmdrama von Tom Tykwer aus dem Jahre 2000.

## Handlung
Simone (Sissi) arbeitet und wohnt in einem psychiatrischen Krankenhaus. Sie hat ein tieferes Verständnis für die Patienten und eine besondere Nähe zu ihnen, die sie dafür sehr schätzen. Gleichzeitig führt sie ein isoliertes Leben. Sie  wird Opfer eines Verkehrsunfalls, den der Ex-Soldat Bodo indirekt verursacht hat. Er rettet ihr durch einen improvisierten Luftröhrenschnitt das Leben, verschwindet aber wieder, nachdem sie ins Krankenhaus gebracht worden ist. Da Sissi ihren Retter nicht vergessen kann, macht sie sich auf die Suche nach ihm und findet ihn schließlich.
Bodo, der mit seinem Bruder zusammenlebt, weist sie ab. Im Laufe des Films wird deutlich, dass Bodo am plötzlichen Tod seiner Frau zu tragen hat, mit dem er nicht fertig wird und an dem er sich die Schuld gibt. Während eines schließlich scheiternden Bankraubs, bei dem Bodo seinen Bruder und Komplizen verliert, treffen sie wieder aufeinander. Schließlich gelingt es ihnen, ihrem bisherigen Leben zu entfliehen und in eine gemeinsame Zukunft zu starten.

## Hintergrund
Dieser Film war der offizielle Wettbewerbsbeitrag bei den Internationalen Filmfestspielen von Venedig 2000 und bekam den Deutschen Filmpreis 2001 in Silber für den besten Film. Der Film ist eine Produktion der X-Filme Creative Pool. Tom Tykwer bezeichnet den Film gerne als „Heimatfilm“, da er ihn überwiegend in seiner Heimatstadt Wuppertal gedreht hat. So tauchen markante Stellen wie die Schwebebahn oder das Wuppertaler Sparkassenhochhaus als Filmkulisse auf.
Tykwer selbst beschreibt in der Marketingphase zum Filmstart Wuppertal wegen der vielen Berge und Treppen als deutsches Äquivalent zu San Francisco und den Film als Hommage an diesen Umstand. Die Schwebebahn vergleicht er mit der Hochbahn in Brooklyn. Besonderer Gag für Wuppertalkenner ist vor diesem Hintergrund eine Filmszene, die vom Mensagelände der Universität aus gedreht worden ist und im Panoramablick die Skyline des Wuppertals erfasst. Als im Panoramaschwenk eigentlich der 1970er-Jahre-Betonplattenbau der Universität auftauchen müsste, erscheint eine Gebirgslandschaft, auf der ein bergisches Schieferhaus steht. 
Während des gesamten Films werden typische Wuppertaler Szenerien montiert. Allerdings stimmt die Logik der Bilder oft nicht. So wird auch einmal während einer Verfolgungsjagd vom westlichsten Stadtteil Vohwinkel nach Barmen, einem östlichen Stadtteil, gesprungen, ohne dass das dazwischen liegende Elberfeld durchquert worden wäre.
Die im Film dargestellte psychiatrische Klinik Stiftung Birkenhof besitzt ihr reales Vorbild in der regional bekannten Stiftung Tannenhof im benachbarten Remscheider Stadtteil Lüttringhausen. Als Außenkulisse diente jedoch die Kaiserswerther Diakonie.

## Soundtrack
Der Soundtrack besteht aus Songs von Pale 3 (Tom Tykwer, Johnny Klimek, Reinhold Heil), in denen als Gastmusiker Skin (You Can’t Find Peace), Lou Rhodes (Escape), Beth Hirsch (The Tunnel), Alison Goldfrapp (Bodo) und die Band 12 Rounds (Just Another Day) auftreten.

## Kritiken
- Blickpunkt:Film: Sehenswertes Liebesdrama mit märchenhaften Zügen.
- Bild: So leidenschaftlich hat schon lange kein Film mehr von der bedingungslosen Liebe erzählt.
- epd Film 10/2000: Der Film ist – typisch für Tykwer – einerseits Kinomärchen, andererseits Psychodrama, aber beide Seiten passen diesmal nicht recht zusammen, und die Hauptfiguren bleiben merkwürdig blass.
- film-dienst 21/2000: Märchenhaftes Drama, in dessen betörendem Bilderfluss Raum und Zeit mehrfach aufgehoben werden. Spiel, Illusion und magische Momente erweisen sich dabei als autonome Größen im Koordinationssystem von Zufall und Schicksal. Eine faszinierende filmische Entdeckung der Langsamkeit, die in der urbanen Architektur Wuppertals ein reizvolles Sinnbild entdeckt.[2]
- Eulenspiegel 11/00: Tykwer kann in Bildern denken, aber er vergisst darüber, eine Geschichte zu erzählen. Der jüngste [seiner Filme] enthält zudem ein gehöriges Kitschpotential.[3]

## Auszeichnungen
- Die Kameraarbeit von Frank Griebe wurde 2001 für den Europäischen Filmpreis nominiert.
- 1 Deutscher Filmpreis, 4 weitere Nominierungen
- Gilde-Filmpreis in Gold
- Publikumspreis Tromsø Audience Award beim norwegischen Tromsø Internasjonale Filmfestival 2002
- Die Deutsche Film- und Medienbewertung (FBW) in Wiesbaden verlieh dem Film das Prädikat Besonders wertvoll.